# Jarmanka
Jarmanka (Astrantia) je rod planě rostoucích i šlechtěných okrasných rostlin z čeledi miříkovitých. Jarmanky jsou typickým představitelem volně rostoucích trvalek které jsou pro své květy vhodné pro pěstování na záhonech. Ve volné přírodě České republiky se vyskytuje jediný druh toho rodu jarmanka větší.

## Výskyt
Rod pravděpodobně pochází z oblasti která se rozkládá od střední a jižní Evropy přes východní až po okolí Kavkazu. Asi čtyři druhy mají původ převážně v Evropě a šest druhů v eurokavkazské oblasti. Postupně byly rozšířeny do západní i severní Evropy, stejně jako do Severní Ameriky.
Ve Střední Evropě je jarmanka v současnosti vzácnější, vyskytuje se nestejně intenzivně a místy zcela chybí. Rostlinám se nejlépe daří na vlhkých místech s propustnou a výživnou půdou, nejlépe v mírném polostínu. Vyskytuje se hlavně na lesních mýtinách a v lužních společenstvech.

## Popis
Vytrvalé rostliny vyrůstající ze silně aromatických oddenků které postupně dřevnatí. Mají sympodiálně se větvící přímé lodyhy vysoké až 1 m s dlanitolaločnými, pilovitě vyřezávanými listy. Na vrcholech lodyh rostou drobné květy v jednoduchých okolících sestavených do vrcholičnatých květenství. Květy jsou pětičetné a jsou lemované bílými nebo barevnými listeny které mohou být stejně dlouhé nebo delší než okvětí. Vytrvalé kališní lístky jsou někdy delší než korunní, stejnou délku mívá i pět tyčinek a dvě čnělky. Květy jsou opylovány létajícím hmyzem hledajícím nektar.
Plodem jsou silně žebernaté dvounažky s nezřetelným karpoforem poltící se ve zralosti ve dvě úzce eliptické nažky které jsou asi 5 mm dlouhé a na hřbetní straně mají po pěti osténkatých žebrech. Na vrcholu plodu je zbytek po čnělce a kališních lístcích. Rostlina se rozšiřuje nažkami které dozrávají od konce srpna do podzimu, nové rostlinky se objevují od dubna dalšího roku a příštím rokem již vykvetou. Nažky se rozšiřují větrem nebo i vodou po které vydrží plavat i po několik dnů.

## Význam
Některé druhy bývají vysazovány na zahradní záhony kde jsou oblíbené pro svou nenáročnost a dlouhou dobu kvetení i možnost použít k řezu. Nejlépe se hodí na částečně zastíněná místa, například pod nově vysázené stromy s ještě řídkou korunou nebo po jejich okrajích. Mají rády polostín, ve stínu špatně kvetou. V zahradnických závodech bývají šlechtěny na intenzivně zbarvená okvětí a listeny. Protože při množení ze semen obvykle nemívají nové rostliny vyrovnané vlastnosti, množí se jarmanky také dělením trsů nebo jsou pěstovány in vitro.

## Taxonomie
Je rozlišováno osm až deset druhů:
- Astrantia bavarica F. W. Schultz
- Astrantia carniolica Jacq.
- Astrantia colchica Albov
- Astrantia major L.
- Astrantia maxima Pall.
- Astrantia minor L.
- Astrantia pauciflora Bertol.
- Astrantia pontica Albov
- Astrantia trifida Hoffm.[1][2][3][4]

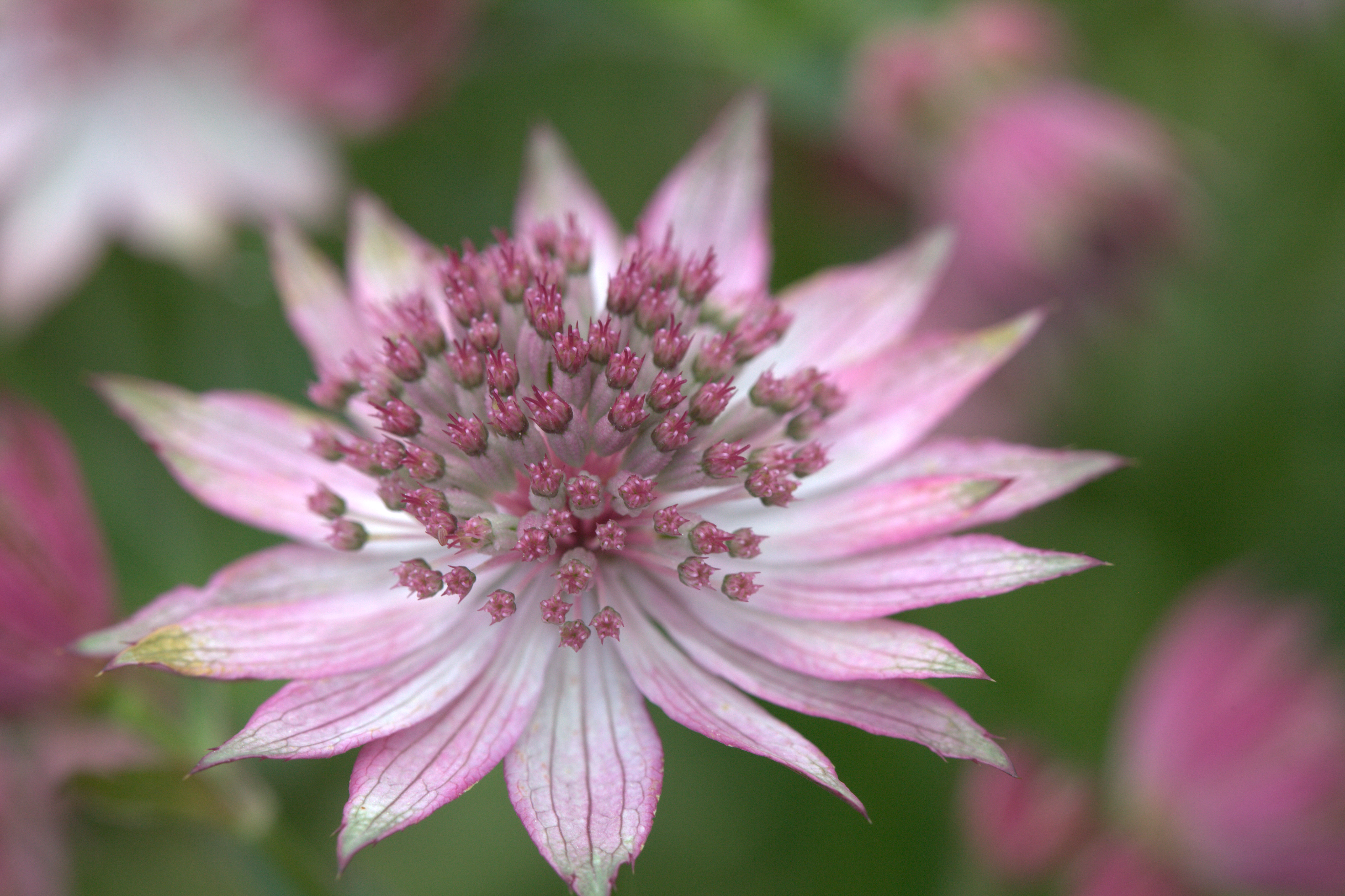
Jarmanka větší
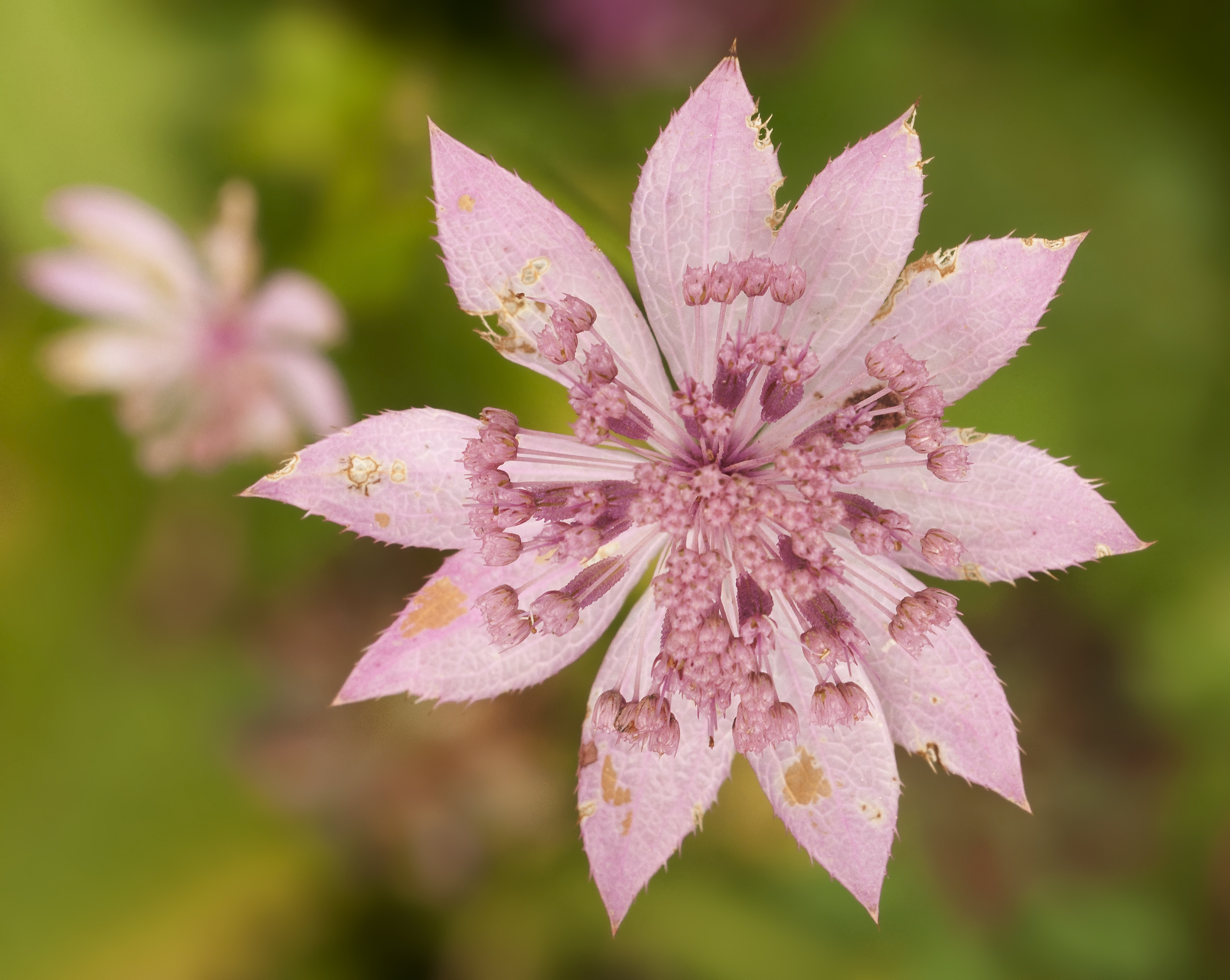
Jarmanka největší
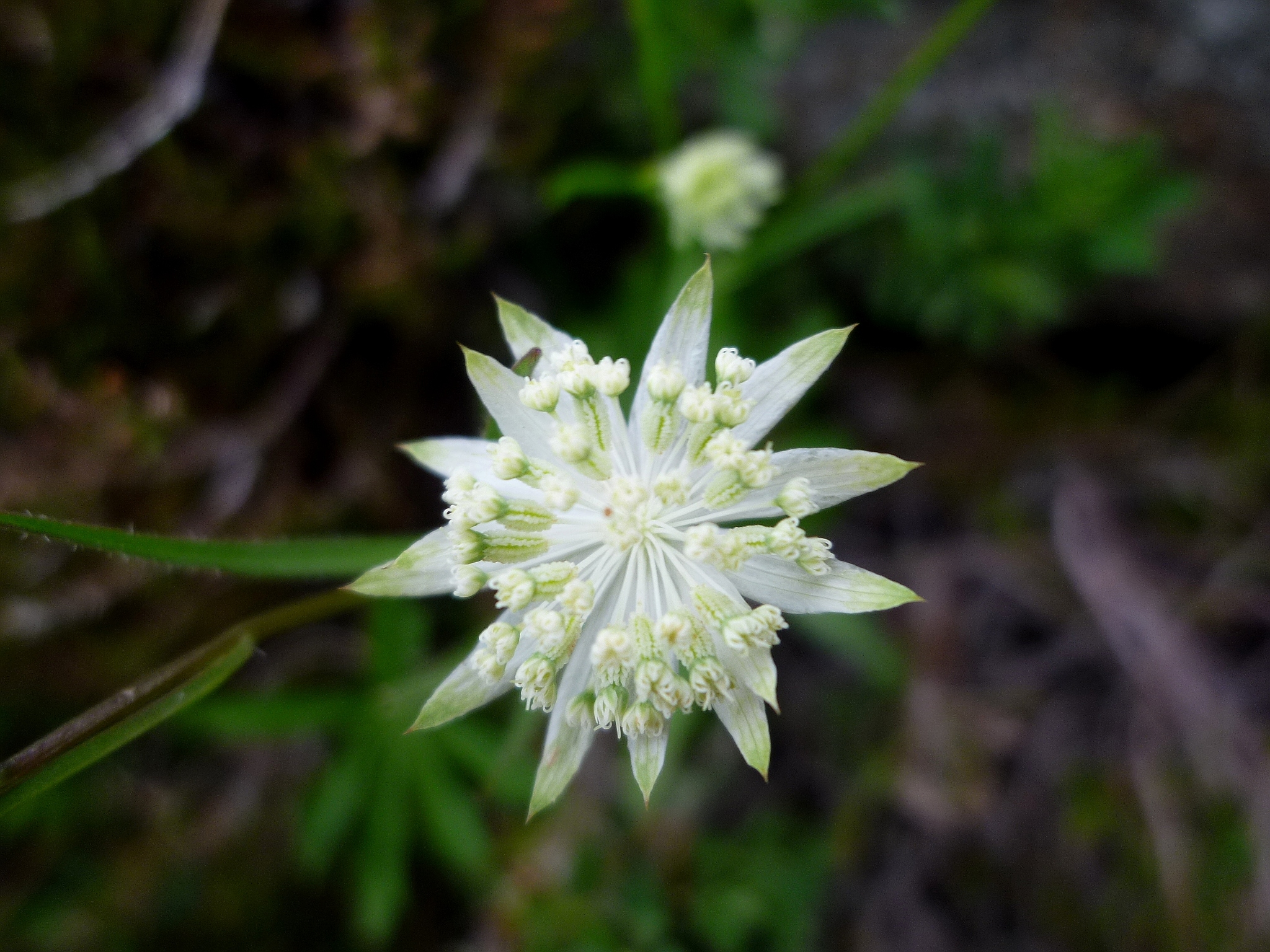
Jarmanka nejmenší
Jarmanka sp.